# Любытино
Любы́тино — посёлок городского типа (с 1965 года) на северо-востоке Новгородской области России. Административный центр и крупнейший населённый пункт Любытинского муниципального района, а также административный центр Любытинского сельского поселения.
Посёлок Любытино входит в перечень исторических городов России. Прежнее его название — село Белое.

## География
Посёлок расположен на правом берегу реки Мста — в центре располагавшейся в среднем течении этой реки обширной округи, именуемой в древних документах и летописях Помостьем. Через посёлок протекают также реки Белая и Забитица — правые притоки Мсты. У моста через Мсту, в центре Любытино, находятся погребальные сопки новгородских словен высотой до 10 метров. Железнодорожная станция Любытино находится на ветке «Неболчи — Окуловка». Расстояние до Великого Новгорода составляет 178 км.

## История
Свою легендарную историю посёлок ведёт с 947 года, когда, по легенде, жена князя Игоря Святославовича — княгиня Ольга, проплывая по Мсте к Новгороду, устанавливала по реке погосты и уроки. На месте одного из этих погостов (Малышевского городища) в Помостье и расположен нынешний посёлок Любытино.
Впервые упоминается как погост Прокопьевский на реке Белой в писцовых книгах Бежецкой пятины Новгородской земли в 1581—1583 годах, а деревня Бор на левом берегу Мсты упоминается как погост Бельский раньше — около 1495 года.
На рубеже XIX—XX веков в селе Белом имелась одна улица из 30 дворов, а население села составляло 150 человек. Через село шла торговля лесом, мукой, скотом; при этом барки доставляли по реке Мсте грузы в Новгород и Петербург.
По постановлению ВЦИК от 3 апреля 1924 года в ходе укрупнения волостей Боровичского уезда Новгородской губернии село Белое стало центром новообразованной Бельской волости данного уезда. С 1 августа 1927 года в рамках проводимой в СССР административно-территориальной реформы деление на губернии и уезды было отменено, а село Белое вошло в состав Боровичского округа Ленинградской области, став административным центром Бельского сельсовета и Бельского района (23 июля 1930 года деление на округа в СССР было упразднено).
Постановлением президиума Ленинградского облисполкома от 11 марта 1931 года село Белое было переименовано в село Любытино; одновременно Бельский район переименовали в Любытинский, а Бельский сельский Совет — в Любытинский сельсовет (при этом ранее существовавший Любытинский сельсовет с центром в деревне Любытино был переименован в Артёмовский сельсовет, а деревня Любытино — в село Артёмовское).
По Указу Президиума Верховного Совета СССР от 5 июля 1944 года село Любытино и весь Бельский район были включены в состав вновь образованной Новгородской области.
По решению Новгородского облисполкома от 23 июля 1965 года № 382 село Любытино было преобразовано в рабочий посёлок, перейдя тем самым в категорию посёлков городского типа.
Решением Новгородского облисполкома от 25 августа 1983 года № 300 в черту посёлка Любытино были включены деревни Льзички и Малый городок Любытинского сельсовета, а другим решением (№ 79 от 16 марта 1988 года) — ещё и часть деревни Большой Городок того же сельсовета.
20—21 мая 2006 года в Любытино проходили юбилейные праздничные мероприятия в связи с празднованием 1060-летия со дня основания. Мероприятия проводились при организационной поддержке областного Дома народного творчества, в них принимали участие творческие коллективы со всей Новгородской области.

## Население
| 1939  | 1959  | 1970  | 1979  | 1989  | 2002  | 2009  | 2010  | 2012  |
| ----- | ----- | ----- | ----- | ----- | ----- | ----- | ----- | ----- |
| 718   | ↗1551 | ↗2334 | ↗2636 | ↗3474 | ↘3300 | ↘3079 | ↘2807 | ↘2721 |
| 2013  | 2014  | 2015  | 2016  | 2017  | 2018  | 2019  | 2020  | 2021  |
| ↘2614 | ↗2619 | ↘2538 | ↘2537 | ↘2535 | ↘2486 | ↘2439 | ↘2376 | ↗2471 |

## Транспорт
Междугородное автобусное сообщение действует с Боровичами.
Имеется ряд пригородных автобусных маршрутов: Любытино — Агафоново, Любытино — Комарово, Любытино — Ярцево, Любытино — Вычерема, Любытино — Неболчи, Любытино — Дрегли (через Неболчи).
Автостанция закрыта.
Железнодорожная станция Любытино находится на ветке «Неболчи — Окуловка». Железнодорожный вокзал на этой станции был построен (как и вся ветка Неболчи — Окуловка) в 1942 году и в настоящее время заброшен. С января 2016 года пассажирское движения по линии Неболчи — Окуловка восстановлено: пригородный поезд 6961 сообщением Окуловка — Неболчи следует по вторникам, а также пригородный поезд 6002/6004/6003 сообщением Великий Новгород — Окуловка следует по субботам и воскресеньям.

## Экономика
Среди предприятий посёлка — комплексный леспромхоз, завод минеральных красок (работал на местном месторождении железосодержащих глин). В окрестностях ведётся добыча кварцевого песка.

## Известные уроженцы
- Покровский, Аркадий Михайлович (1869—1941) — композитор, дирижёр, музыкальный педагог.
- Лукина, Инна Николаевна (1931—2012) — советский, российский историк, писатель, краевед, директор Псковского музея В. И. Ленина.

## Достопримечательности

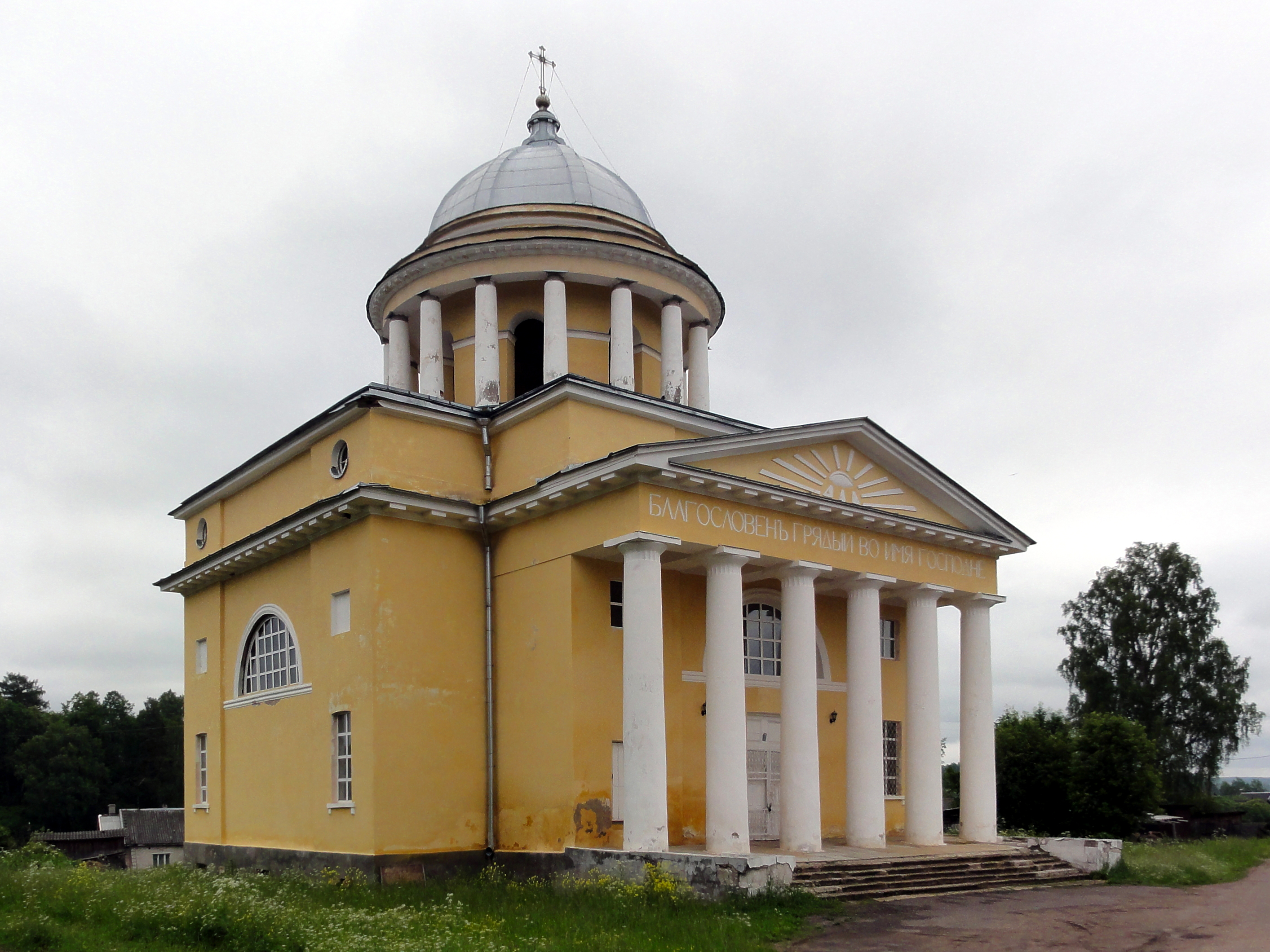
Успенская церковь

Действует музей под открытым небом «Славянская деревня X века», расположенный на территории подлинного селища по соседству с погребальными памятниками — сопкой и «каменным кругом». Копия поселения славян X века, где, по материалам археологических раскопок на северо-западе Руси и, особенно, на территории Любытинского района, были воссозданы хозяйственные постройки того времени: кузня, амбар, клеть, гумно, погреб, хлебная печь и жилые дома, в которых проживали по 25—30 человек. Окон в домах тогда не было. На крыше изб был дёрн и мох.
Сохранились церковь Успения Богородицы, построенная в 1832 году в честь двадцатилетия победы над Наполеоном, и бывшее родовое имение дворян Горемыкиных. В районе — Рёконьский монастырь (сохранились постройки 2-й половины XIX века), бывшее родовое имение А. В. Суворова (2-я половина XVIII века).
В сельце Воймерицы, территория которого входит теперь в состав посёлка Любытино, был найден каменный крест XI века с самой ранней лапидарной надписью на территории России. Рядом с Воймерицами выявлено селище и ряд погребальных памятников культуры новгородских сопок и древнерусского времени. В одном из курганов в Воймерицах был найден глиняный горшок, близкий по облику к горшкам пражско-корчакской керамики. На Малышевском городище близ Любытина в середине X века существовал дружинный лагерь.